# Marc Seu
Marc Seu (en llatí Marcus Seius L. F.) va ser un magistrat romà del segle i aC.
Va ser condemnat per causes no conegudes a pagar una gran multa que el seu patrimoni no va poder cobrir, però tot i així més endavant va ser edil curul i es va destacar per les seves donacions al poble. La data en què va ser edil no es coneix, però va ser preferit a l'altre candidat, Marc Pupi Pisó que era cònsol l'any 61 aC i segurament deuria presentar-se a les eleccions d'edil abans d'aquesta data.
L'any 52 aC va acusar Marc Saufeu d'haver participat en l'assassinat de Publi Clodi Pulcre. Saufeu va ser defensat per Ciceró. El 51 aC va estar involucrat en la condemna de Marc Pletori Cestià, condemnat no se sap per quin delicte, però del que Ciceró diu: incendio Plaetoriano ambustus, a les Epistulae ad Atticum.
Va ser amic de Tit Pomponi Àtic i de Ciceró, que lamenta la seva mort l'any 45 aC.